# Pelican River (Otter Tail River)
Der Pelican River ist ein Fluss im Becker County und Otter Tail County im US-Bundesstaat Minnesota. 
Der Pelican River entspringt nördlich von Detroit Lakes. Er fließt in überwiegend südlicher Richtung. Dabei durchfließt er eine Reihe von Seen, darunter Detroit Lake, Lake Sallie, Lake Melissa, Pelican Lake, Lake Lizzie und Prairie Lake. Der Pelican River mündet schließlich westlich von Fergus Falls in den Otter Tail River. 